# 多馬什內亞鄉
45°05′N 22°19′E / 45.083°N 22.317°E
多馬什內亞鄉（羅馬尼亞語：Comuna Domașnea, Caraș-Severin），是羅馬尼亞的鄉份，位於該國西南部，由卡拉什-塞維林縣負責管轄，面積54平方公里，海拔高度564米，2007年人口1,399，人口密度每平方公里26人。